# Geni risparmiatori
Secondo un'ipotesi proposta dal genetista James V. Neel nel 1962, con la denominazione geni risparmiatori  si indica una serie di geni (mai trovati) che aiuterebbero l'organismo a sopravvivere anche in condizioni nutrizionali avverse. La sua ipotesi non ha né prove e neanche indizi degni di nota a suo favore, perciò ha ricevuto diverse critiche e sono state proposte altre ipotesi.

## L'ipotesi
I "geni risparmiatori" sarebbero quindi geni particolari, come quelli della resistenza periferica all'insulina, detta anche insulinoresistenza, i cosiddetti "thrifty genes" del mondo anglosassone. Essi si sarebbero selezionati negli uomini primitivi e tuttora sarebbero presenti in una parte della popolazione. 
In origine questi avrebbero avuto la funzione di far sì che chi ne era provvisto riuscisse a sopravvivere anche nei periodi di grande carestia o scarsità alimentare, pur assumendo pochissimo cibo, in quanto questo patrimonio genetico avrebbe consentito di estrarre dal poco cibo ingerito le calorie ed il nutrimento minimo necessario per la sopravvivenza dell'individuo stesso.
 Questo meccanismo sarebbe stato selezionato nel corso dei millenni come origine della sopravvivenza del più adatto e sarebbe servito come adattamento della nostra specie per superare periodi particolarmente difficili per la ricerca del cibo. Per gli uomini primitivi i geni risparmiatori sarebbero stati utili poiché avrebbero fornito al loro possessore un vantaggio competitivo.
 Oggi invece, tali geni sarebbero inutili o addirittura dannosi, in quanto, in una società come la nostra, dove il cibo non è più un fattore limitante, almeno nei paesi ricchi, tali geni favorirebbero l'insorgenza di malattie come il diabete e l'obesità. Non a caso tali malattie vengono anche dette malattie della società moderna ricca e opulenta.